# Plagioklas
Plagioklas er en gruppe feldspater, som er sammensat af feldspatmineralerne albit (NaAlSi3O8) og anortit (CaAl2Si2O8). Albit og anortit er silikatmineraler i lighed med de andre feldspatmineraler.

## Plagioklas-serien
Plagioklas er ikke navnet på et mineral, men en betegnelse på en serie sammensætninger mellem mineralerne albit og anortit. Anortit, som er den ene hovedkomponent, indeholder kalcium (Ca). Jo mere kalcium plagioklas indeholder, jo mere basisk er den. Plagioklas udgør sammen med alkalifeldspat de to hovedgrupper, man finder i feldspatfamilien. Tabellen herunder viser de forskellige feldspater, som findes i plagioklas-serien og deres sammensætninger.
| Navn       | % NaAlSi3O8 (Albitt) | % CaAl2Si2O8 (Anortitt) |
| ---------- | -------------------- | ----------------------- |
| Albit      | 100-90               | 0-10                    |
| Oligoklas  | 90-70                | 10-30                   |
| Andesin    | 70-50                | 30-50                   |
| Labradorit | 50-30                | 50-70                   |
| Bytownit   | 30-10                | 70-90                   |
| Anortit    | 10-0                 | 90-100                  |

## Brug
Plagioklas kan være bjergartsdannende. Bjergarten  anortosit indeholder 90-100% plagioklas og brydes som byggemateriale, for at lave lys asfalt og bruges som bestanddel i stenuld. I Rogaland bliver der udvundet anortosit til disse formål.